# Список дипломатических миссий Республики Абхазия

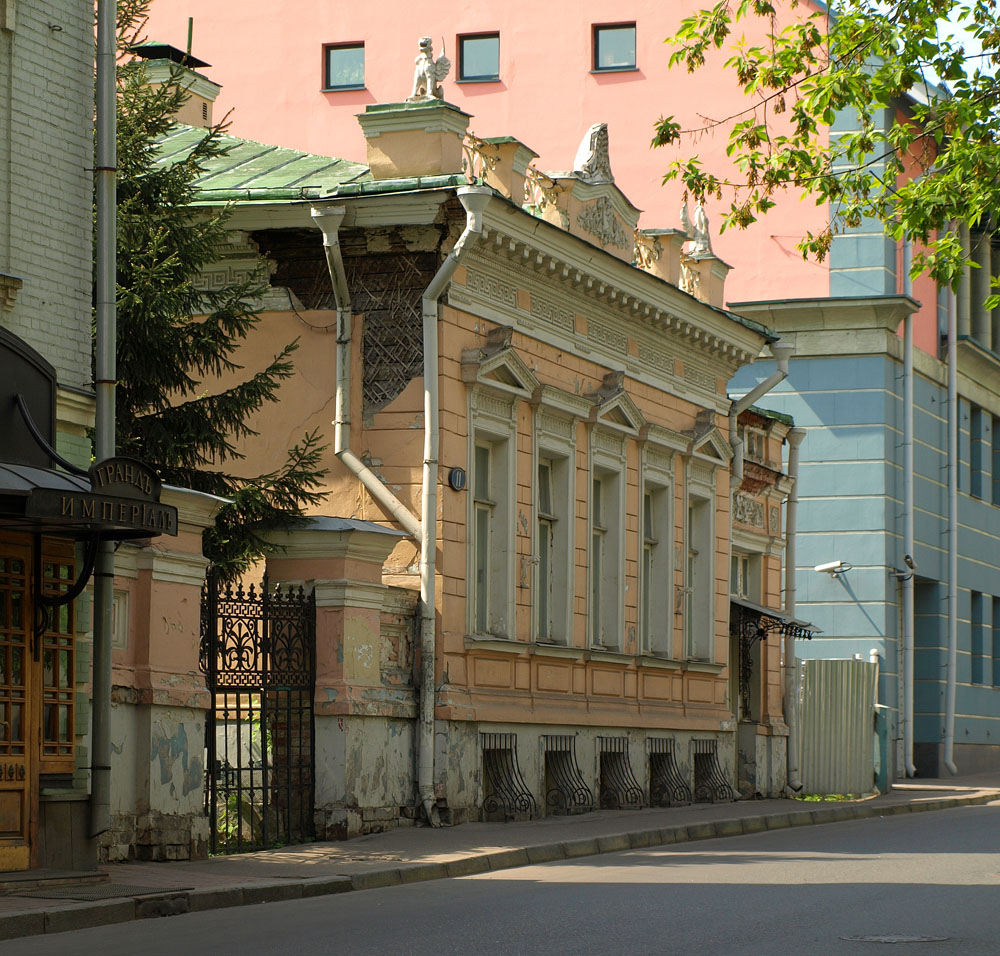
Посольство Абхазии в России

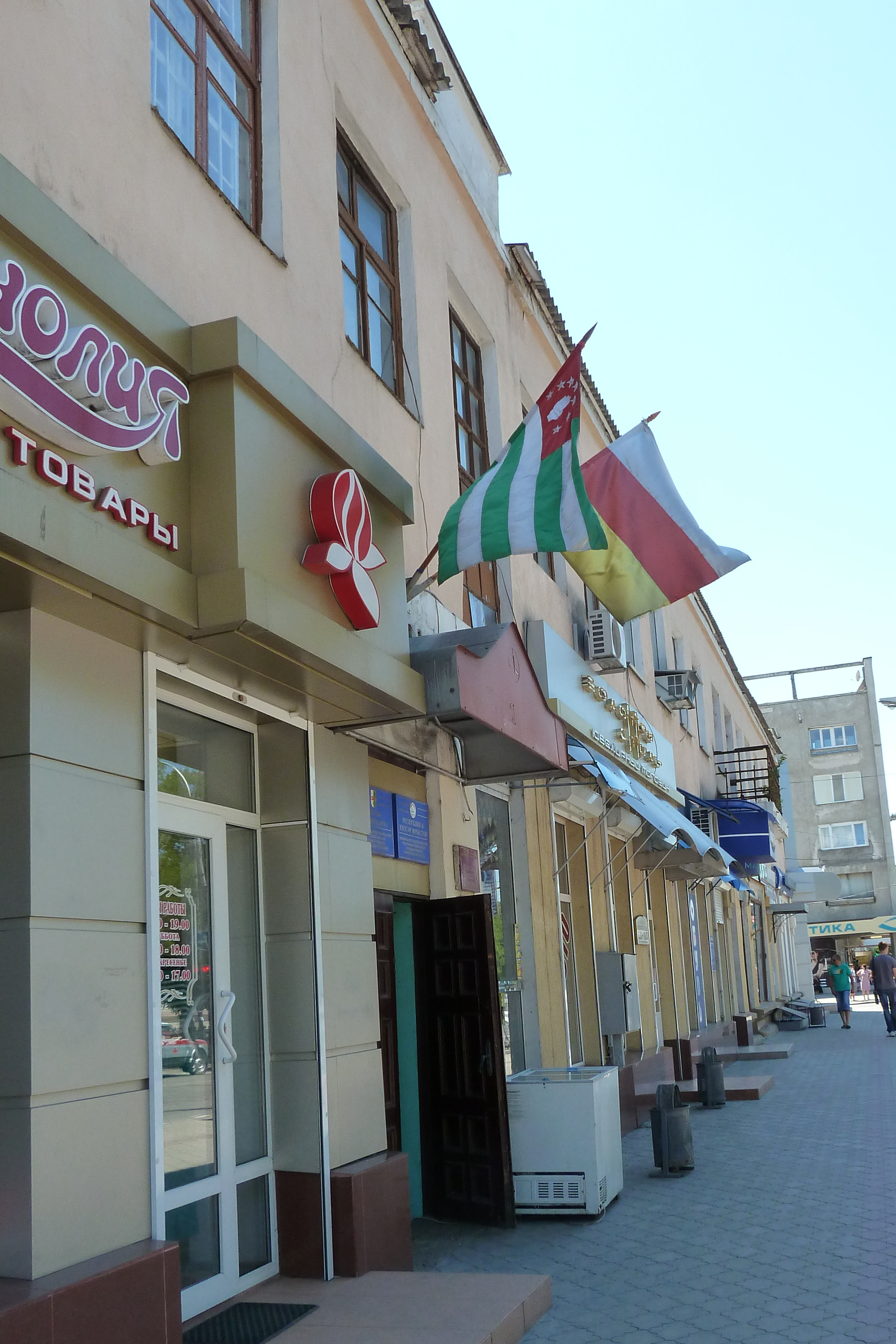
Представительства Абхазии и Южной Осетии в Тирасполе, Приднестровье

Список дипломатических миссий Абхазии — после провозглашения государственной независимости Абхазии в начале 1990-х годов, к настоящему времени республика признана 5 государствами — членами ООН: Россией, Никарагуа, Венесуэлой, Сирией и Науру. Кроме этого, о взаимном признании объявили частично признанные и непризнанные республики: Абхазия — с одной стороны, и Южная Осетия и Приднестровье — с другой. Республика Абхазия открыла за рубежом четыре посольства.

## Европа
- Москва, Россия (посольство)
- Цхинвал, Южная Осетия (посольство)

## Азия
- Дамаск, Сирия (посольство)

## Америка
- Каракас, Венесуэла (посольство, с 12 августа 2010 года)[1]